# Austrosynapha argentinensis
Austrosynapha argentinensis är en tvåvingeart som beskrevs av Duret 1973. Austrosynapha argentinensis ingår i släktet Austrosynapha och familjen svampmyggor. Inga underarter finns listade i Catalogue of Life.